# Sintografia
La sintografia és el procés de generació d'imatges digitals utilitzant aprenentatge automàtic i programes d'Intel·ligència artificial generativa. Aquesta tècnica es distingeix d'altres mètodes de creació i edició de gràfics, ja que fa ús de models d'intel·ligència artificial de text a imatge per a generar gràfics sintètics. En general, s'aconsegueix proporcionant descripcions de text a un programa d'intel·ligència artificial generativa, que interpretarà aquestes instruccions d'entrada per a crear o editar la imatge desitjada.

## Etimologia
El nom sintografia va ser proposat per primera vegada per Elke Reinhuber com un nom més exacte per a un nou procés de generació d'imatges. La paraula sorgeix amb la unió de la paraula llatina synthĕsis, que prové alhora del grec sýnthesis, "col·lecció, composició", i del grec graphḗ "escriptura, descripció".